# Schefflera catensis
Schefflera catensis är en araliaväxtart som beskrevs av Adolph Daniel Edward Elmer. Schefflera catensis ingår i släktet Schefflera och familjen araliaväxter. Inga underarter finns listade.